# Élections régionales de 1999 en Saxe
Les élections régionales de 1999 en Saxe (en allemand : Landtagswahl in Sachsen 1999) se tiennent le 19 septembre 1999, afin d'élire les 120 députés de la 3e législature du Landtag, pour un mandat de cinq ans.

## Mode de scrutin
Le Landtag est constitué de 120 députés (en allemand : Mitglied des Landtags, MdL), élus pour une législature de cinq ans au suffrage universel direct et suivant le scrutin proportionnel d'Hondt.
Chaque électeur dispose de deux voix : la première (Wahlkreisstimme) lui permet de voter pour un candidat de sa circonscription selon les modalités du scrutin uninominal majoritaire à un tour, le Land comptant un total de 60 circonscriptions ; la seconde voix (Landesstimme) lui permet de voter en faveur d'une liste de candidats présentée par un parti au niveau du Land.
Lors du dépouillement, l'intégralité des 120 sièges est répartie proportionnellement aux secondes voix entre les partis ayant remporté au moins 5 % des suffrages exprimés au niveau du Land ou deux circonscriptions. Si un parti a remporté des mandats au scrutin uninominal, ses sièges sont d'abord pourvus par ceux-ci.
Dans le cas où un parti obtient plus de mandats au scrutin uninominal que la proportionnelle ne lui en attribue, il conserve ces mandats supplémentaires et la taille du Landtag est augmentée par des mandats complémentaires distribués aux autres partis pour rétablir une composition proportionnelle aux secondes voix.

## Campagne

### Principaux partis
| Parti | Parti                                                                              | Chef de file                         | Résultat en 1994           |
| ----- | ---------------------------------------------------------------------------------- | ------------------------------------ | -------------------------- |
|       | Union chrétienne-démocrate d'Allemagne Christlich Demokratische Union Deutschlands | Kurt Biedenkopf (Ministre-président) | 58,1 % des voix 77 députés |
|       | Parti social-démocrate d'Allemagne Sozialdemokratische Partei Deutschlands         | Karl-Heinz Kunkel                    | 16,6 % des voix 22 députés |
|       | Parti du socialisme démocratique Partei des Demokratischen Sozialismus             | Peter Porsch                         | 16,5 % des voix 21 députés |
|       | Alliance 90 / Les Verts Bündnis 90/Die Grünen                                      | Gunda Röstel                         | 4,1 % des voix 0 député    |

### Sondages
| Institut        | Date       | CDU  | SPD  | Grünen | FDP | PDS  |
| --------------- | ---------- | ---- | ---- | ------ | --- | ---- |
| Institut        | Date       |      |      |        |     |      |
| Infratest dimap | 08/09/1999 | 57 % | 16 % | 3 %    | 1 % | 18 % |
| Emnid           | 30/08/1999 | 53 % | 18 % | 3 %    | 2 % | 19 % |
| Infratest Burke | 18/08/1999 | 57 % | 20 % | 2 %    | 1 % | 17 % |
| Infratest dimap | 12/08/1999 | 54 % | 16 % | 3 %    | 2 % | 20 % |
| Emnid           | 03/06/1999 | 49 % | 21 % | 4 %    | 2 % | 19 % |
| Infratest Burke | 27/05/1999 | 52 % | 17 % | 3 %    | 2 % | 22 % |

## Résultats

### Voix et sièges
|                                   |                                                   |                                                   |                  |                  |                  |                  |                       |                       |                       |                  |                  |  |  |  |
| Partis                            | Partis                                            | Partis                                            | Circonscriptions | Circonscriptions | Circonscriptions | Circonscriptions | Sièges proportionnels | Sièges proportionnels | Sièges proportionnels | Total des sièges | Total des sièges |  |  |  |
| Partis                            | Partis                                            | Partis                                            | Votes            | %                | Sièges           | +/−              | Votes                 | %                     | Sièges                | Total            | +/−              |  |  |  |
|                                   | Union chrétienne-démocrate d'Allemagne (CDU)      | Union chrétienne-démocrate d'Allemagne (CDU)      | 1 147 041        | 53,59            | 60               | en stagnation    | 1 231 254             | 56,90                 | 16                    | 76               | 1                |  |  |  |
|                                   | Parti du socialisme démocratique (PDS)            | Parti du socialisme démocratique (PDS)            | 524 177          | 24,49            | 0                | en stagnation    | 480 317               | 22,20                 | 30                    | 30               | 9                |  |  |  |
|                                   | Parti social-démocrate d'Allemagne (SPD)          | Parti social-démocrate d'Allemagne (SPD)          | 303 892          | 14,20            | 0                | en stagnation    | 232 311               | 10,73                 | 14                    | 14               | 8                |  |  |  |
|                                   | Alliance 90 / Les Verts (Grünen)                  | Alliance 90 / Les Verts (Grünen)                  | 36 533           | 1,71             | 0                | en stagnation    | 55 609                | 2,57                  | 0                     | 0                | en stagnation    |  |  |  |
|                                   | Initiative Pro D-Mark (Pro DM)                    | Initiative Pro D-Mark (Pro DM)                    |                  |                  |                  |                  | 46 469                | 2,15                  | 0                     | 0                | Nv.              |  |  |  |
|                                   | Les Républicains (REP)                            | Les Républicains (REP)                            | 24 068           | 1,12             | 0                | en stagnation    | 32 793                | 1,52                  | 0                     | 0                | en stagnation    |  |  |  |
|                                   | Parti national-démocrate d'Allemagne (NPD)        | Parti national-démocrate d'Allemagne (NPD)        | 19 441           | 0,91             | 0                | Nv.              | 29 593                | 1,37                  | 0                     | 0                | Nv.              |  |  |  |
|                                   | Parti libéral-démocrate (FDP)                     | Parti libéral-démocrate (FDP)                     | 51 756           | 2,42             | 0                | en stagnation    | 23 369                | 1,08                  | 0                     | 0                | en stagnation    |  |  |  |
|                                   | Union sociale allemande (DSU)                     | Union sociale allemande (DSU)                     | 18 860           | 0,88             | 0                | en stagnation    | 9 204                 | 0,43                  | 0                     | 0                | en stagnation    |  |  |  |
|                                   | Parti des chrétiens respectueux de la Bible (PBC) | Parti des chrétiens respectueux de la Bible (PBC) |                  |                  |                  |                  | 6 935                 | 0,32                  | 0                     | 0                | Nv.              |  |  |  |
|                                   | Les Gris - Les Panthères grises (GRAUE)           | Les Gris - Les Panthères grises (GRAUE)           | 1 500            | 0,07             | 0                | Nv.              | 6 876                 | 0,32                  | 0                     | 0                | Nv.              |  |  |  |
|                                   | Nouveau Forum (NF)                                | Nouveau Forum (NF)                                | 922              | 0,04             | 0                | en stagnation    | 4 100                 | 0,19                  | 0                     | 0                | en stagnation    |  |  |  |
|                                   | Autres                                            | Autres                                            | 12 124           | 0,57             | 0                | en stagnation    | 5 242                 | 0,24                  | 0                     | 0                | en stagnation    |  |  |  |
|                                   |                                                   |                                                   |                  |                  |                  |                  |                       |                       |                       |                  |                  |  |  |  |
| Votes valides                     | Votes valides                                     | Votes valides                                     | 2 140 314        | 97,45            |                  |                  | 2 164 072             | 98,53                 |                       |                  |                  |  |  |  |
| Votes blancs et nuls              | Votes blancs et nuls                              | Votes blancs et nuls                              | 55 968           | 2,55             | 32 210           | 1,47             |                       |                       |                       |                  |                  |  |  |  |
| Total                             | Total                                             | Total                                             | 2 196 282        | 100              | 60               | en stagnation    | 2 196 282             | 100                   | 60                    | 120              | en stagnation    |  |  |  |
| Abstentions                       | Abstentions                                       | Abstentions                                       | 1 396 174        | 38,86            |                  |                  | 1 396 174             | 38,86                 |                       |                  |                  |  |  |  |
| Nombre d'inscrits / participation | Nombre d'inscrits / participation                 | Nombre d'inscrits / participation                 | 3 592 456        | 61,14            | 3 592 456        | 61,14            |                       |                       |                       |                  |                  |  |  |  |